# Sabre briquet
Pour les articles homonymes, voir Sabre (homonymie) et Briquet (homonymie).

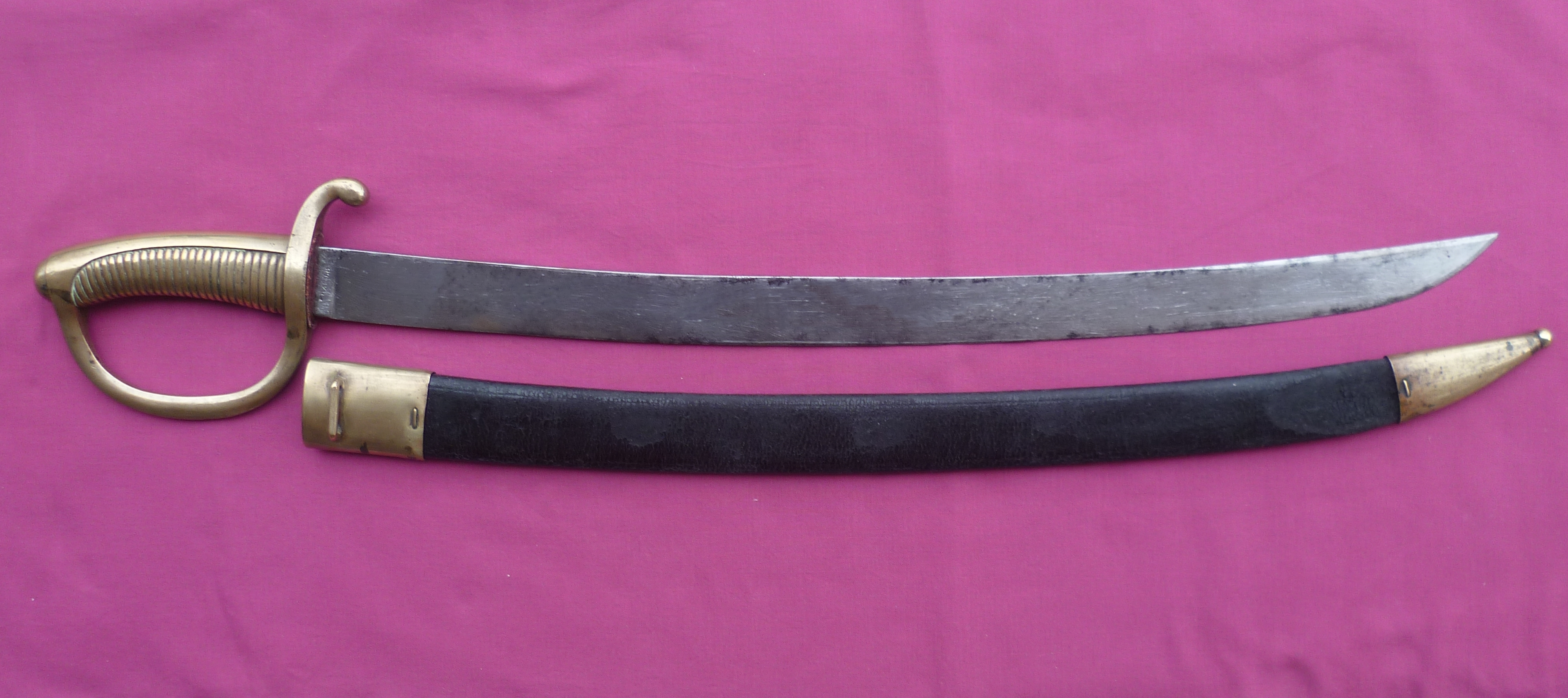
Sabre briquet modèle AN XI.

L'appellation sabre briquet est un sobriquet utilisé pour un sabre français, utilisé dans l'infanterie, et décliné en plusieurs modèles. L'origine de cette appellation vient du sabre modèle 1767 de grenadier, auquel on a raccourci la lame, puis s'ensuivent les modèles 1790, AN IX , AN XI, et dérivés (briquets de la garde, des compagnies d'élites...).

## Description
Les sabres de grenadiers de l'ancien régime étaient jugés de plus en plus encombrants, c'est pour y remédier qu'en 1765 fut instauré un nouveau modèle de sabre réglementaire, avec une lame plus courte, ramenée à 59.5 cm, le sabre d'infanterie modèle 1767.
Il lui fut aussitôt donné le surnom de « sabre briquet » par la cavalerie. Le mot « briquet » au xviie siècle signifiait d'abord « couteau » ou « canif », principalement et également : « un petit bris de fer ». À cette origine s'ajoute « braquet » : petite sorte d'épée, un type de poignard, devenu également dans les dialectes: « clou à chaussure ». Son nom revêt donc une connotation quelque peu moqueuse, voire hautaine ; ou bien encore gentiment affectueuse : sa petite taille et la forme de sa garde rappellent en effet les briquets qu'utilisaient les soldats en campagne pour allumer le feu. Puis, en 1806, cette désignation devient officielle. 
À partir de 1767, le sabre briquet équipe les grenadiers, mais aussi les sous-officiers, les caporaux, les soldats des troupes d'élite, les tambours et musiciens, les fourriers, et plus tard la Garde Consulaire puis Impériale. Les artilleurs portent aussi le sabre briquet, qu'ils emploient le plus souvent pour élaguer la végétation au moment où ils mettent leurs pièces en batterie. Bien qu'il soit surtout employé à des fins pratiques et utilitaires plutôt que guerrières, c'est une arme efficace, dont les coups de pointe sont dangereux et dont les coups de taille peuvent occasionner de graves blessures. Cependant, sa masse et son encombrement, au vu de son utilité sur le champ de bataille rendait sa justification tactique discutable, à tel point qu'en 1806, l'empereur Napoléon Ier promulgue un décret supprimant le port du briquet (qui ne sera jamais appliqué), avant de revenir sur sa décision en 1811.
Le sabre briquet fut utilisé jusqu'en 1831 par l'infanterie, date de l'adoption du nouveau glaive modèle 1831.
Le sabre est encore (2018) sous le nom M/1854 utilisé par la Garde royale danoise, qui possède 544 de ces sabres au total. Ils sont tous butin allemand de Waterloo, et plus tard butin danois après la guerre de 1848-51 entre le Danemark et l'Allemagne. Le sabre est porté par les grenadiers et les sous-officiers gardant la reine et les palais royaux, notablement Amalienborg et Fredensborg.

## Caractéristiques

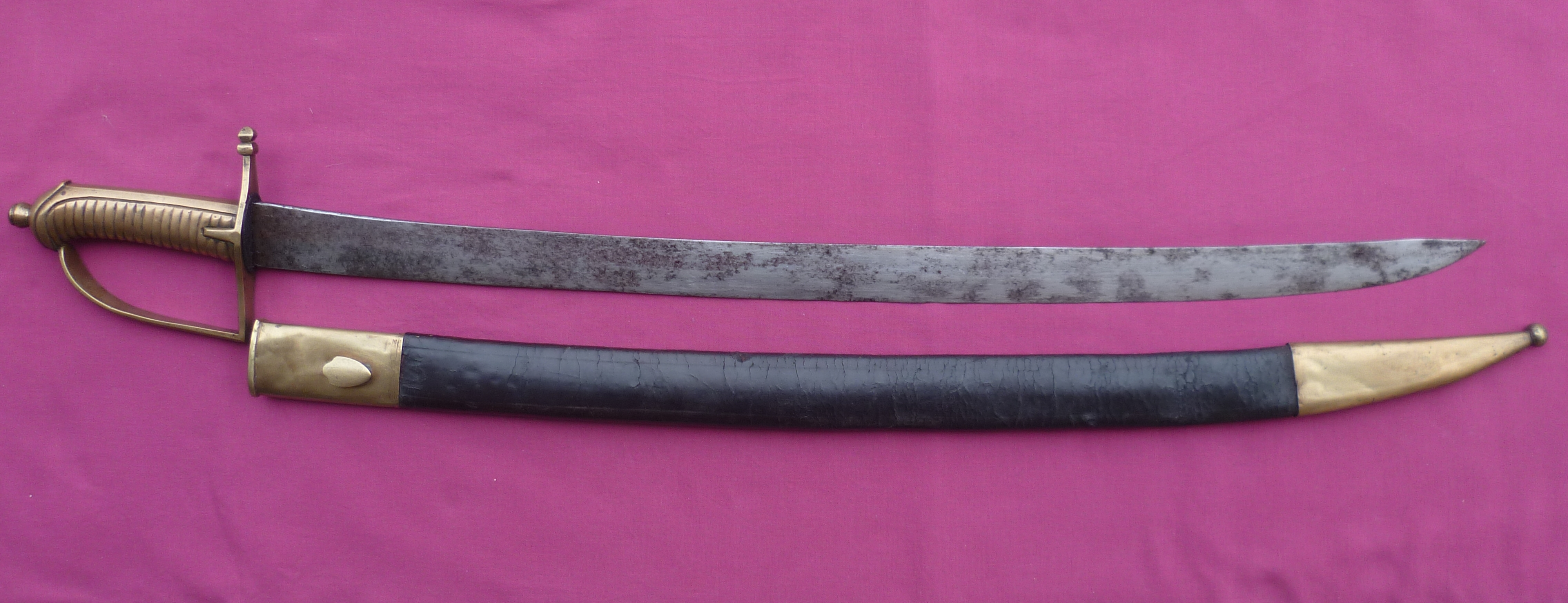
Sabre briquet modèle 1767

### Sabre briquet modèle 1767
Ce sabre court est le fruit de la réforme du Duc de Choiseul, qui était secrétaire d'État au Département de la Guerre, et prend son service officiel avec l'ordonnance du 25 avril 1765. Les lames sont généralement gravées, par exemple l'arme du soldat, ou le monogramme du Roi. Les fabrications sont assurées à la manufacture d'armes blanches de Klingenthal, d'abord par Maupetit, puis par l'entrepreneur Louis Antoine Gau de Vaumarin, après par l'entrepreneur François Daniel Oesinger et finalement par Jean François Perrier en 1784.
- longueur de la lame : 59.5 cm
- flèche : flèche légère, ± 2 cm
- largeur au talon : 3,6 cm
- type de lame : plate
- monture : laiton moulé, en deux parties, avec deux demi-oreillons supérieurs
- fourreau : en cuir noir, chape à fente ou à bouton

En 1770 ce sabre subit une légère modification : la monture n'est plus coulée qu'en une seule pièce (les demi-oreillons deviennent figuratifs)

### Sabre briquet modèle 1790
Pendant la révolution, un nouveau modèle apparaît avec une garde monobloc : le modèle 1790. Les mesures réglementaires ne sont plus toujours appliquées, on peut retrouver des lames avec pans creux, et des montures en cuivre rouge. Les demi-oreillons sont définitivement abandonnés.
- longueur de la lame : 59.5 cm
- flèche : légère
- largeur au talon : 3,6 cm
- type de lame : plate
- monture : laiton moulé, monobloc
- fourreau : en cuir noir, chape à fente ou à bouton

### Sabre briquet modèle de l'an IX
Après la révolution, une nouvelle version de cette arme sera réalisée : celle de l'An IX.
- longueur de la lame : 59.5 à 62 cm
- flèche : 1.12 à 2,6 cm
- largeur au talon : 3,38 à 3.5 cm
- type de lame : plate
- monture : laiton moulé, monobloc
- cannelures : 36
- fourreau : en cuir noir, avec deux garnitures laiton, chape à pontet

Une version légèrement modifiée est aussi créée pour la Marine.

### Sabre briquet modèle de l'an XI

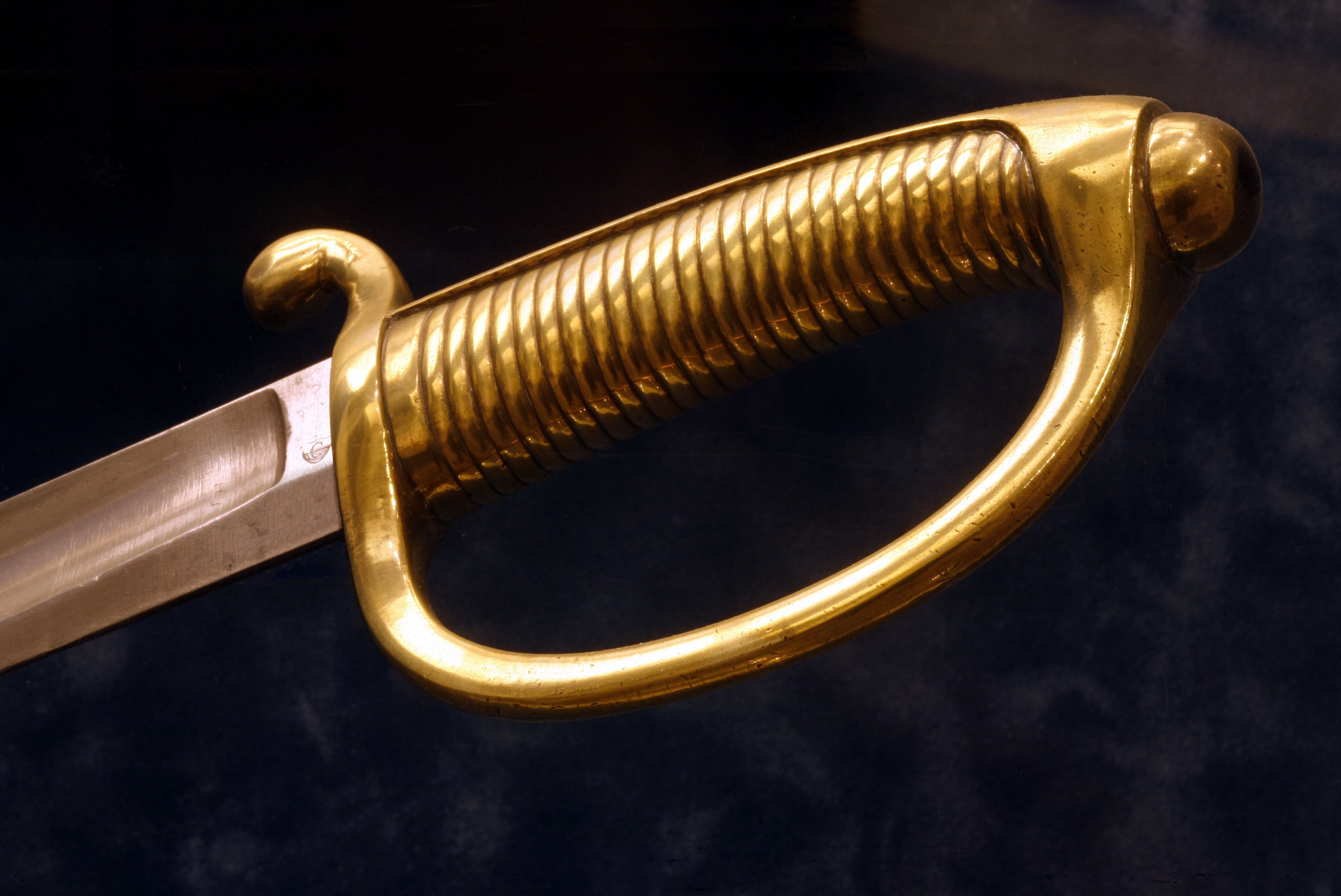
Sabre briquet modèle AN XI, détail de la poignée

En l'an XI, le modèle an IX est modifié, on retient surtout le nombre de cannelures qui est diminué, et la forme du quillon qui est changée.
- longueur de la lame : 59.5 à 62 cm
- flèche : 1.12 à 2,6 cm
- largeur au talon : 3,38 à 3.5 cm
- type de lame : plate
- monture : laiton moulé, monobloc
- cannelures : 28
- fourreau : en cuir noir, avec deux garnitures laiton, chape à pontet

Une version légèrement modifiée est aussi créée pour la Marine, ainsi que pour la Garde Nationale

### Sabre briquet de la garde impériale
Lorsque, en 1804, la garde des consuls cède le pas à la garde impériale, les soldats formant ce Corps sont dotés d'un sabre de facture nouvelle, plus long que le précédent et comportant une monture différente. La lame, trempée à la manufacture de Klingenthal, comporte un large pan creux sur chaque face, pour l'alléger.
Pour la troupe, les spécifications sont les suivantes :
- longueur de la lame : 68 à 69 cm
- flèche : 1.5 à 2,6 cm
- largeur au talon : 3,3 à 3.6 cm
- type de lame : à pan creux
- monture : en laiton, poignée bois recouverte de basane et filigrané
- fourreau : en cuir noir, avec deux garnitures laiton